# Grussenheim
Grussenheim [gʁysənaɪm] est une commune française située dans la circonscription administrative du Haut-Rhin et, depuis le 1er janvier 2021, dans le territoire de la Collectivité européenne d'Alsace, en région Grand Est.
Cette commune se trouve dans la région historique et culturelle d'Alsace.

## Géographie

### Localisation
Grussenheim fait partie du canton de Colmar-2 et de l'arrondissement de Colmar-Ribeauvillé. Les habitants sont appelés les Grussenheimois.

### Communes limitrophes
| Illhaeusern | Elsenheim Bas-Rhin |                       |
| Colmar      | Grussenheim        | Marckolsheim Bas-Rhin |
|             | Jebsheim           |                       |

### Hydrographie

#### Réseau hydrographique
La commune est dans le bassin versant du Rhin au sein du bassin Rhin-Meuse. Elle est drainée par le ruisseau la Blind, le Scheidgraben et le ruisseau l'Honnengraben,,.
La Blind, d'une longueur de 22 km, prend sa source dans la commune de Muntzenheim et se jette  dans l'Ill à Muttersholtz, après avoir traversé douze communes.

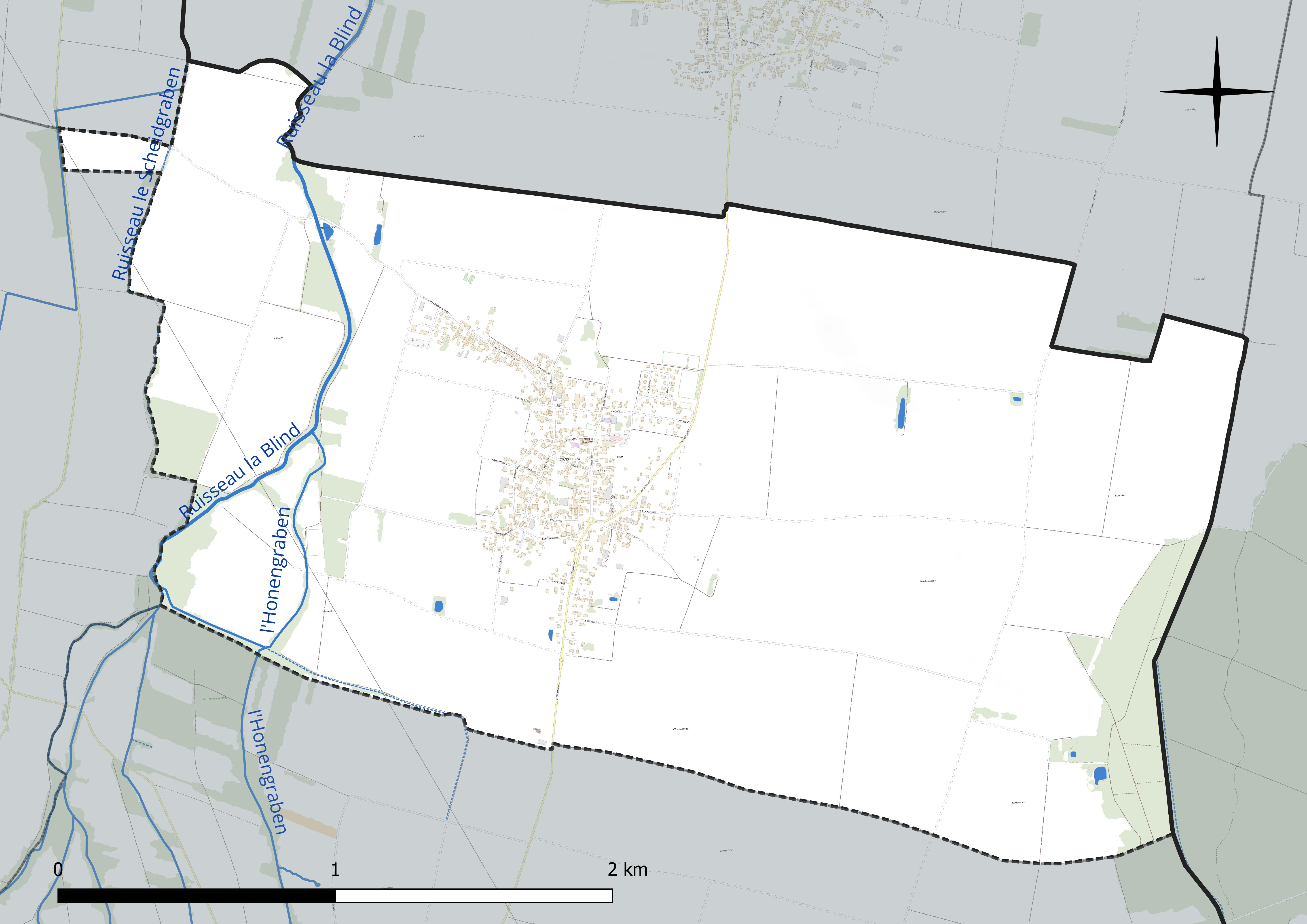
Réseau hydrographique de Grussenheim.

#### Gestion et qualité des eaux
Le territoire communal est couvert par le schéma d'aménagement et de gestion des eaux (SAGE) « Ill Nappe Rhin ». Ce document de planification concerne la nappe phréatique rhénane, les cours d'eau de la plaine d'Alsace et du piémont oriental du Sundgau, les canaux situés entre l'Ill et le Rhin et les zones humides de la plaine d'Alsace. Le périmètre s’étend sur 3 596 km2. Il a été approuvé le 17 janvier 2005. La structure porteuse de l'élaboration et de la mise en œuvre est la région Grand Est.
La qualité des cours d’eau peut être consultée sur un site dédié géré par les agences de l’eau et l’Agence française pour la biodiversité.

### Climat
Pour des articles plus généraux, voir Climat du Grand Est et Climat du Haut-Rhin.
En 2010, le climat de la commune est de type climat océanique altéré, selon une étude du Centre national de la recherche scientifique s'appuyant sur une série de données couvrant la période 1971-2000. En 2020, Météo-France publie une typologie des climats de la France métropolitaine dans laquelle la commune est exposée à un climat semi-continental et est dans la région climatique  Alsace, caractérisée par une pluviométrie faible, particulièrement en automne et en hiver, un été chaud et bien ensoleillé, une humidité de l’air basse au printemps et en été, des vents faibles et des brouillards fréquents en automne (25 à 30 jours).
Pour la période 1971-2000, la température annuelle moyenne est de 10,5 °C, avec une amplitude thermique annuelle de 17,8 °C. Le cumul annuel moyen de précipitations est de 576 mm, avec 7,7 jours de précipitations en janvier et 9,1 jours en juillet. Pour la période 1991-2020, la température moyenne annuelle observée sur la station météorologique de Météo-France la plus proche, « Bergheim-Inra », sur la commune de Bergheim à 11 km à vol d'oiseau, est de 11,3 °C et le cumul annuel moyen de précipitations est de 664,4 mm. 
La température maximale relevée sur cette station est de 38,9 °C, atteinte le 13 août 2003 ; la température minimale est de −16,9 °C, atteinte le 20 décembre 2009,,.
Les paramètres climatiques de la commune ont été estimés pour le milieu du siècle (2041-2070) selon différents scénarios d'émission de gaz à effet de serre à partir des nouvelles projections climatiques de référence DRIAS-2020. Ils sont consultables sur un site dédié publié par Météo-France en novembre 2022.

## Urbanisme

### Typologie
Au 1er janvier 2024, Grussenheim est catégorisée bourg rural, selon la nouvelle grille communale de densité à sept niveaux définie par l'Insee en 2022.
Elle est située hors unité urbaine. Par ailleurs la commune fait partie de l'aire d'attraction de Colmar, dont elle est une commune de la couronne,. Cette aire, qui regroupe 95 communes, est catégorisée dans les aires de 50 000 à moins de 200 000 habitants,.

### Occupation des sols
L'occupation des sols de la commune, telle qu'elle ressort de la base de données européenne d’occupation biophysique des sols Corine Land Cover (CLC), est marquée par l'importance des territoires agricoles (84 % en 2018), une proportion identique à celle de 1990 (84 %). La répartition détaillée en 2018 est la suivante : 
terres arables (82,5 %), zones industrielles ou commerciales et réseaux de communication (5,9 %), zones urbanisées (5,6 %), forêts (4,6 %), zones agricoles hétérogènes (1,5 %). L'évolution de l’occupation des sols de la commune et de ses infrastructures peut être observée sur les différentes représentations cartographiques du territoire : la carte de Cassini (XVIIIe siècle), la carte d'état-major (1820-1866) et les cartes ou photos aériennes de l'IGN pour la période actuelle (1950 à aujourd'hui).

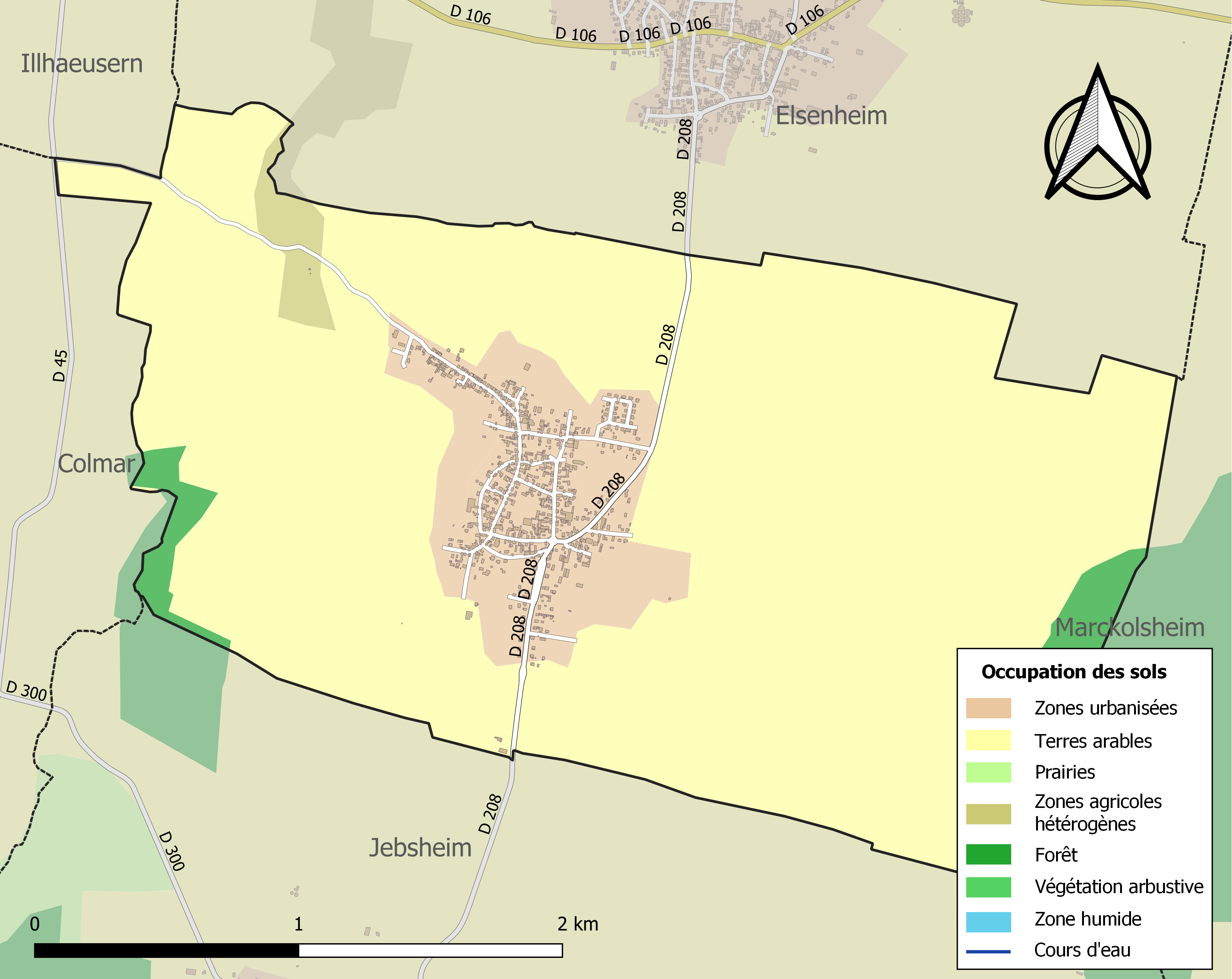
Carte des infrastructures et de l'occupation des sols de la commune en 2018 (CLC).

### Voies de communication et transports

#### Les bus Kunegel
Cette commune est desservie par les lignes et arrêts suivants :
|     |  | Parcours                    | Arrêts dans la commune                |
| --- |  | --------------------------- | ------------------------------------- |
| 346 |  | Artzenheim – Théâtre - Gare | Grussenheim Centre, Grussenheim École |

## Toponymie
Vieux village nommé successivement :
- Grosinhaim en 737 ;
- Grucinhaim en 768 ;
- Grutsinhaim en 777 ;
- Grusenheim en 824 ;
- Grussenheim en 1114.

## Histoire
Une voie romaine venant d'Ehl traverse le ban de Grussenheim. Des vestiges romains sont mis au jour par les fouilles de Coste en 1862-1863, puis celles de Winckler et Gutmann en 1894. Coste avait cru pouvoir affirmer que l'Argentovaria ne se situait pas à Horbourg (un peu plus au sud, à l'entrée de Colmar) comme tout le monde l'avait admis mais sur le site découvert à Grussenheim. À l'ouest du village ont été découverts des pièces de mosaïques ainsi que d'autres objets qui remonteraient à l'ère romaine. Ainsi on pense qu'il y avait à Grussenheim une importante villa romaine (entre -58 et -450 av. J.-C.). En fait, en dehors de rares pièces de musée, Grussenheim est un site qui reste à étudier.
En 667 ap. J.-C., Grussenheim est donné à l'abbaye d'Ebersmunster par le duc Etichon, qui possédera plusieurs biens dans le village. Aujourd'hui, la forme en bulbe du clocher du village rappelle encore cette partie de l'histoire, le clocher d'Ebermunster ayant une forme similaire et assez unique en Alsace.
Au cours des siècles, Grussenheim passera entre les mains de la famille Habsbourg et de la famille des Rathsamhausen.
En 1747 est construit le presbytère et en 1750 l'église de l'Exaltation de la Sainte Croix. Cette dernière sera agrandie en 1850, détruite dans les combats pour la libération du village en 1945 puis reconstruite en 1950. En 1810 est également construite la mairie du village.
Dès 1850 a lieu le « Hafalamarik », traduit littéralement de l'alsacien : le marché aux pots. Ce marché tient ses origines d'une tradition potière. Ce marché avait habituellement lieu le 1er mai. Ce marché, qui devint peu à peu la fête du village, se détourna de ses ambitions originelles pour devenir la fête de la tarte flambée. Celle-ci sera abandonnée dans les années 2000.
Les XVIIIe et XIXe siècles sont également synonymes de développement démographique pour le petit village qui comptera à la fin du XIXe siècle près de 1 200 habitants. Ce développement est notamment dû à l'installation de familles juives (400 personnes sur 1 200 en 1866). La présence de familles juives a contribué au développement économique du village, qui comptait un certain nombre d'ateliers et d'artisans. Une synagogue, située rue du Ried, est construite en 1850 et se voit augmentée d’un mikvé en 1852. De plus, une école israélite a été construite en 1869, rue des Vosges, et un cimetière israélite a été aménagé en 1810, à l'ouest du village,.
Alors que beaucoup de communes de la région sont vidées de leurs occupants dès l’entrée en guerre contre l’Allemagne en septembre 1939, Grussenheim reste occupée jusqu’au 19 mai 1940, date à laquelle les habitants sont envoyés dans le Sud-Ouest, à Seyches. Ne restent sur place que quelques hommes chargés de protéger le village des pillages et les soldats occupant les ouvrages de la ligne Maginot situés sur le territoire de la commune.
Entre le 16 juin 1940 et le 15 juillet, date du retour des habitants dans la commune, la majeure partie des maisons de la rue du Neudorf (plus tard rue de la 2e Division Blindée) et de la rue d’Alsace sont détruites par le feu. De même, dès leur arrivée dans le village, les Allemands incendient la synagogue et s’en prennent à tous les signes évoquant les Juifs ou la France.
La suite de la guerre se passe à Grussenheim de la même manière que dans le reste de l’Alsace annexée et placée sous la férule du gauleiter Wagner : le 24 mai 1941, le conseil municipal doit cesser ses activités et est remplacé par un maire nommé par l’occupant et en 1942 commence l’incorporation de force des hommes valides dans les forcées armées allemandes. S’ensuit le 3 février 1944 la réquisition des cloches pour les besoins de l’industrie militaire.
Dès les premiers jours de l’année 1945, le village est bombardé presque quotidiennement par l’artillerie et l’aviation alliées pendant trois semaines. Les Français de la 2e Division Blindée tentent une première attaque du village par l’Ouest le 27 janvier, mais ne parviennent pas à traverser la Blind et doivent faire un détour par Jebsheim pour effectuer une deuxième attaque par le Sud. Des combats particulièrement violents se déroulent dans la commune, qui est détruite à soixante-quinze pour cent, tandis que plus de cinq cents soldats des deux camps et civils sont tués.
Grussenheim est déclarée « libérée » le matin du 29 janvier 1945 et le conseil municipal d’avant-guerre reprend immédiatement ses fonctions. Le 11 novembre 1948, la commune est décorée de la croix de guerre avec étoile bronze en hommage à la population ayant endurée les épreuves de la guerre. Seule une infime partie de la communauté juive revint toutefois à Grussenheim après la guerre, et même ceux-là ne restèrent que brièvement sur place, la dernière famille ayant quitté la commune en 1955.

## Politique et administration

### Liste des maires
| Période                                  | Période                   | Identité                                      | Étiquette | Qualité     |
| ---------------------------------------- | ------------------------- | --------------------------------------------- | --------- | ----------- |
| Les données manquantes sont à compléter. |                           |                                               |           |             |
| mars 2001                                | 2008                      | Jean-Louis Seiler                             |           | Agriculteur |
| mars 2008                                | En cours (au 31 mai 2020) | Martin Klipfel Réélu pour le mandat 2020-2026 |           | Instituteur |

## Population et société

### Démographie
L'évolution du nombre d'habitants est connue à travers les recensements de la population effectués dans la commune depuis 1793. Pour les communes de moins de 10 000 habitants, une enquête de recensement portant sur toute la population est réalisée tous les cinq ans, les populations de référence des années intermédiaires étant quant à elles estimées par interpolation ou extrapolation. Pour la commune, le premier recensement exhaustif entrant dans le cadre du nouveau dispositif a été réalisé en 2005.

En 2022, la commune comptait 795 habitants, en évolution de −1,97 % par rapport à 2016 (Haut-Rhin : +0,66 %, France hors Mayotte : +2,11 %).
| 1793 | 1800 | 1806 | 1821 | 1831 | 1836  | 1841 | 1846  | 1851  |
| ---- | ---- | ---- | ---- | ---- | ----- | ---- | ----- | ----- |
| 593  | 566  | 725  | 886  | 953  | 1 001 | 985  | 1 024 | 1 114 |

| 1856  | 1861  | 1866  | 1871  | 1875  | 1880  | 1885  | 1890  | 1895  |
| ----- | ----- | ----- | ----- | ----- | ----- | ----- | ----- | ----- |
| 1 034 | 1 101 | 1 124 | 1 135 | 1 087 | 1 132 | 1 066 | 1 045 | 1 049 |

| 1900 | 1905 | 1910 | 1921 | 1926 | 1931 | 1936 | 1946 | 1954 |
| ---- | ---- | ---- | ---- | ---- | ---- | ---- | ---- | ---- |
| 988  | 875  | 856  | 755  | 770  | 730  | 716  | 605  | 588  |

| 1962 | 1968 | 1975 | 1982 | 1990 | 1999 | 2005 | 2006 | 2010 |
| ---- | ---- | ---- | ---- | ---- | ---- | ---- | ---- | ---- |
| 645  | 618  | 638  | 628  | 714  | 768  | 823  | 835  | 805  |

| 2015 | 2020 | 2022 | - | - | - | - | - | - |
| ---- | ---- | ---- | - | - | - | - | - | - |
| 808  | 794  | 795  | - | - | - | - | - | - |

## Culture locale et patrimoine

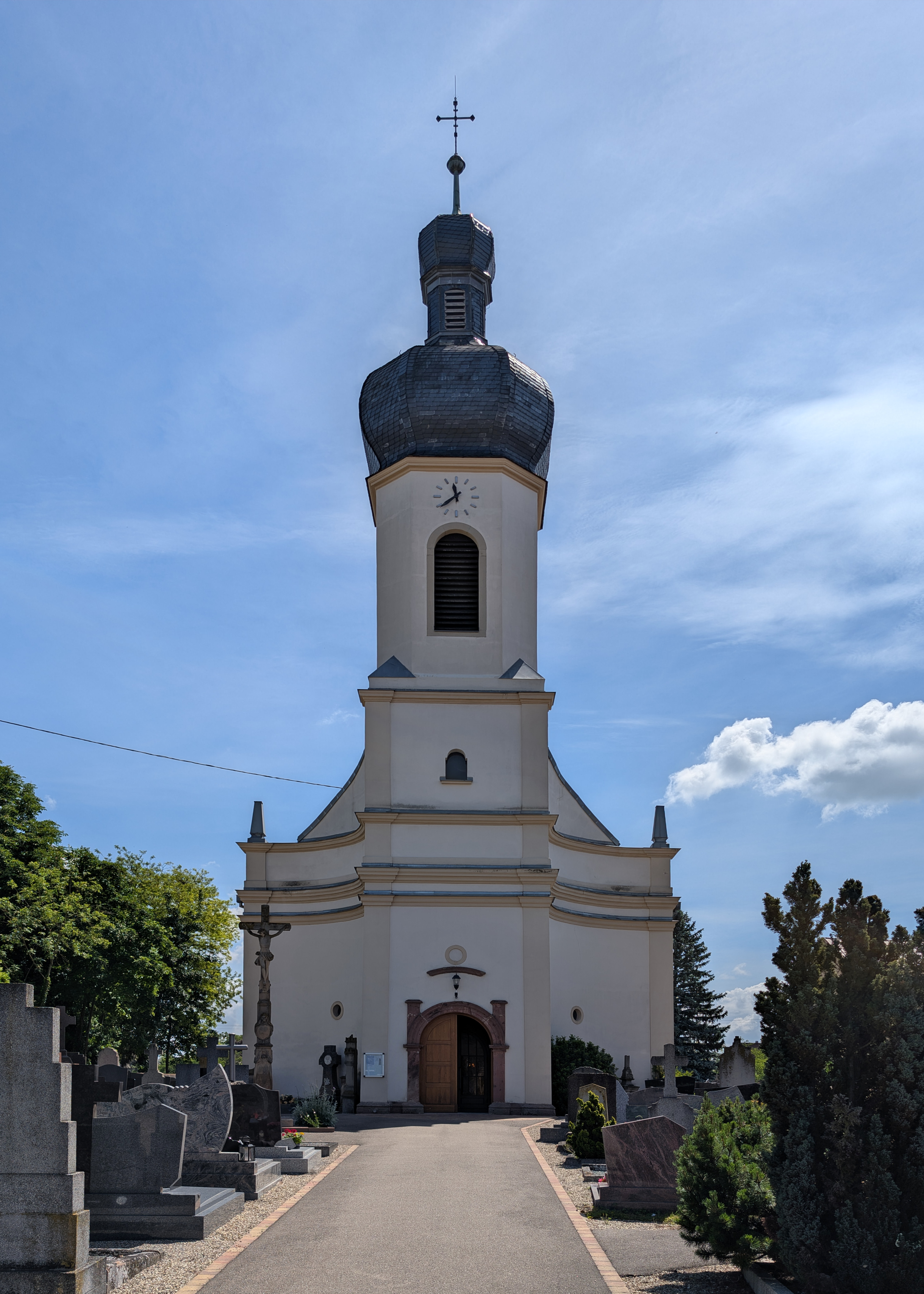
L'église de l'Exaltation de la Sainte-Croix.

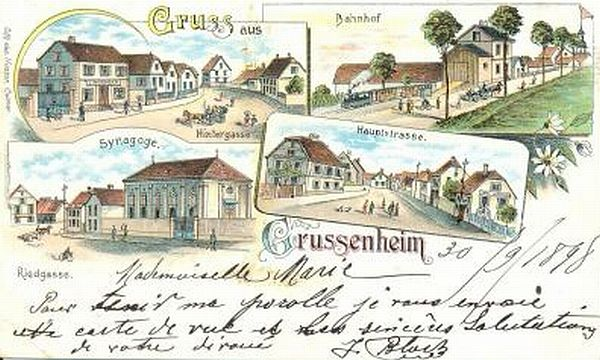
Synagogue avant 1898.

### Lieux et monuments
- Église Sainte-Croix

L'église avait vraisemblablement été équipée d'une horloge d'Urbain Adam, comme l'atteste la méridienne visible à l'extérieur de l'église. L'horloge existe peut-être encore. L'église a été construite de 1748 à 1753 par un architecte tyrolien (Jean-Michel Schnöller). Elle s'inspire, par sa façade incurvée, unique en Alsace, du style baroque propre à l'architecture sacrée d'outre-Rhin. La nef, qui compte six axes, est agrandie en 1854 et l'église entière est reconstruite dans les années cinquante après les destructions de la Seconde Guerre mondiale. Le cloche bulbe appartient au style baroque populaire très répandu outre-Rhin et dans les églises savoyardes françaises, mais peu représenté en Alsace. Seule l'abbaye d'Ebersmunster a emprunté à cette architecture.
L'orgue est de Georges Schwenkedel en 1957,.
- Le presbytère

Le presbytère est la résidence officielle du prêtre du village. Il compte de nos jours plusieurs logements. Le marché de Noël du village (« Noël à Grussenheim ») tourne autour du presbytère.
- La synagogue

Construite en 1850, située rue du Ried, sera incendiée par l'armée nazie lors de la Seconde Guerre mondiale.
- La mairie

Bâtiment actuel de 1810.
- Le char « Chemin des Dames »

Commandé par le lieutenant Pierre de La Fouchardière, qui fut grièvement blessé, son char recevant un obus allemand de plein fouet, tuant ses camarades, il est blessé du bassin aux pieds. Il se traîne hors du char et reste durant vingt heures dans la neige ; le froid (−20 °C) gèle son sang.

### Personnalités liées à la commune
- Geoffroy de la Bourdonnaye (1921-1945), lieutenant de la 2e DB, Mort pour la France à Thionville le 30 janvier 1945 après avoir été mortellement blessé le 28 janvier 1945 à Grussenheim. Chevalier de la Légion d'honneur décorés en 1945.
- Andrée Salomon est née à Grüssenheim en 1908. Elle participe à la Résistance.
- Jean Éon (1915-1945), officier de la Légion étrangère, Compagnon de la Libération, Mort pour la France lors des combats de Grussenheim le 28 janvier 1945 et inhumé dans la commune.
- Louis Michard (Chamblet 1914 - Grussenheim 1945), Compagnon de la Libération, lieutenant au 501ème RCC, Mort pour la France le 28 janvier 1945.
- Joseph Putz (Bruxelles 1895 - Grussenheim 1945), Compagnon de la Libération, lieutenant-colonel au Régiment de marche du Tchad (RMT), Mort pour la France le 28 janvier 1945.

### Héraldique
| Blason de Grussenheim | Blason  | D'or à la croix pattée alézée de sinople. |
| Blason de Grussenheim | Détails |                                           |